# Giovanni Bettinelli
Giovanni Bettinelli (Cavarzere, 5 marzo 1935 – Cusano Milanino, 5 luglio 2000) è stato un ciclista su strada e ciclocrossista italiano, vincitore della Coppa Agostoni 1961.

## Carriera
Partecipò a molte importanti competizioni del ciclismo europeo, sia in linea, sia a tappe, ma ottenne i migliori risultati nelle corse in linea del panorama italiano e svizzero; vinse la Coppa Agostoni 1961 e concluse terzo al Giro dell'Emilia 1963, alla Milano-Torino del medesimo anno ed al Giro del Ticino dell'anno successivo.
Accanto alla attività su strada si dedicò anche al ciclocross partecipando numerose volte ai campionati italiani, in cui vinse la medaglia d'argento nel 1968 ed a due edizioni, con ottimi piazzamenti, dei mondiali.

## Palmares
- 1955 (dilettanti)

Rho-Macugnaga
- 1958 (dilettanti)

Targa d'Oro Città di Legnano - Memorial Mirko Chiapparelli
Gran Premio Somma
- 1961 (Legnano, una vittoria)

Coppa Agostoni

### Altri successi
- 1965 (Ignis)

Emmenbrücke (criterium)

## Piazzamenti

### Grandi giri
- Giro d'Italia

1960: 77º
1961: 87º
1962: 36º
- Tour de France

1962: 88º

### Classiche monumento
- Milano-Sanremo

1960: 104º
- Giro di Lombardia

1961: 36º
1963: 37º

### Competizioni mondiali
- Campionati del mondo di ciclocross

Beasain 1966: 7º
Lussemburgo 1968: 10º